# Euchlaena galbinaria
Euchlaena galbinaria là một loài bướm đêm trong họ Geometridae.